# Raymond Carver
Raymond Clevie Carver, Jr. (Clatskanie, Oregon, 25. svibnja 1938. – Port Angeles, Washington, 2. kolovoza 1988.), američki književnik.
Carverov otac je bio radnik u pilani. Godinu dana po završetku srednje škole, Raymond se ženi te za suprugu i dvoje djece brine radeći kao domar, dostavljač i radnik na benzinskoj stanici. Završivši tečaj kreativnog pisanja u kalifornijskom gradu Chicu 1958., ozbiljnije se zanima za karijeru pisca. Prve priče objavljuje tijekom studija na tadašnjem Humboldt State Collegeu u Arcati, gdje je diplomirao 1963. Prvi književni uspjeh doživljava 1967. s pričom “Hoćeš li molim te ušutjeti, molim te?”, a potvrđuje ga istoimenom zbirkom koja je izašla 1976. Potpuno se posvetio pisanju nakon gubitka uredničkog posla 1970.
Od 1967. se bori s alkoholizmom, koji pobjeđuje krajem 1970-ih. Godine 1977. upoznaje književnicu Tess Gallagher s kojom će se kasnije vjenčati. Nekoliko je godina predavao na Teksaškom sveučilištu u El Pasu i na Sveučilištu Syracuse.
Protagonisti Carverovih priča su obični ljudi - siromašni radnici, putujući prodavači, konobarice, tinejdžeri, učitelji i sredovječni parovi američkog sjeverozapada (Oregon, Washington, dijelovi Idaha). Pripovijedanje je minimalističko, na tragu američke tradicije kratke priče kojoj je pripadao i Hemingway. Radnja pripovijetki je jednostavna. Često je u središtu dijalog dvoje ljudi kroz koji autor naznačava atmosferu i dublju dinamiku među likovima u naizgled banalnoj interakciji. Iza toga čitatelj nazire tjeskobu, iščašenje, nemogućnost razumijevanja i sklada. Iako se proslavio kratkim pričama, ostvario je i kvalitetan pjesnički opus, stvarajući u realističkoj tradiciji američkog pjesnika Roberta Frosta. Premino je od raka pluća u pedesetoj godini. U nekrolozima su ga nazivali "američki Čehov".

## Izvod iz bibliografije
- Hoćeš li molim te ušutjeti, molim te? (Will You Please Be Quiet, Please?) (1976.)
- O čemu govorimo kad govorimo o ljubavi (What We Talk About When We Talk About Love) (1981.)
- Krijesovi: [eseji, poezija, priče] (Fires: Essays, Poems, Stories) (1983.)
- Katedrala (Cathedral) (1984.)
- Gdje se voda spaja s drugom vodom (Where Water Comes Together With Other Water) (1985.)
- Kratki rezovi (Short Cuts) (1993.)
- Svi mi: sabrane pjesme (All of Us: The Collected Poems) (1996.)
- Zovi ako me trebaš (Call if You Need Me) (2000.)
- Odakle zovem: izabrane priče (Where i'm calling from) (2006.)